# 科隆比叙塔昂
科隆比叙塔昂（法語：Colomby-sur-Thaon，法語發音：[kɔlɔ̃bi syʁ tɑ̃]）是法国卡尔瓦多斯省的一个旧市镇，属于卡昂区。2016年，科隆比叙塔昂与市镇昂盖尔尼合并为新市镇科隆比-昂盖尔尼。

## 地名
与通常在法语地名中表示“在……河畔”之意的“sur”不同，该地名“Colomby-sur-Thaon”中的“sur”意为“在……上方”，表示名为科隆比（Colomby）的该地与塔昂（Thaon）的位置关系，并以“塔昂上方的科隆比”之名区分其他的“科隆比”，且事实上在该地附近也并无“塔昂河”存在。

## 地理
科隆比叙塔昂（49°15'54"N, 0°24'42"W）面积2.76 平方千米，位于法国诺曼底大区卡爾瓦多斯省，该省份为法国西北部沿海省份，北濒大西洋英吉利海峡，东北与滨海塞纳省以海上边界相接，东临厄尔省，南至奧恩省，西与芒什省接壤。
与科隆比叙塔昂接壤的市镇（或旧市镇、城区）包括：昂盖尔尼、阿尼西、巴利、杜夫尔-拉代利夫朗德、塔昂。
科隆比叙塔昂的时区为UTC+01:00、UTC+02:00（夏令时）。

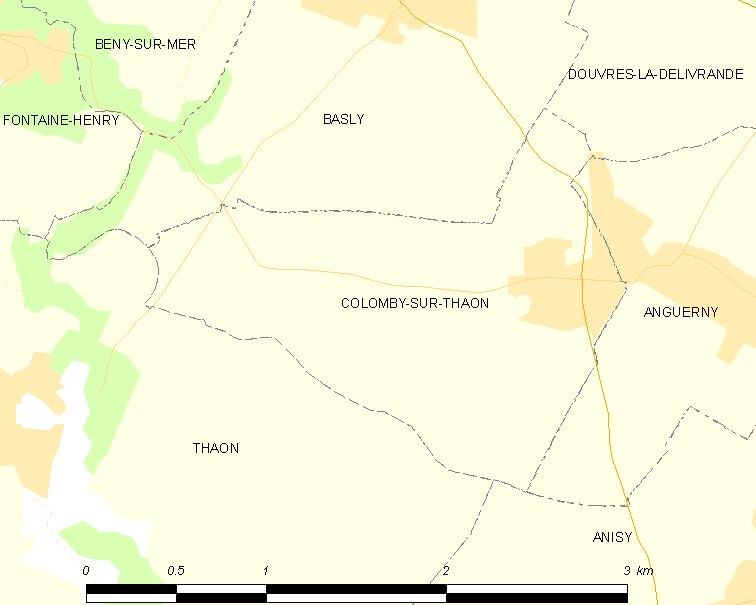
科隆比叙塔昂的OSM定位图

## 行政
科隆比叙塔昂的邮政编码为14610，INSEE市镇编码为14170。

## 政治
科隆比叙塔昂所属的省级选区为滨海库尔瑟勒县。

## 人口

1962-2008年间科隆比叙塔昂人口变化图示

科隆比叙塔昂于2017年1月1日时的人口数量为382人。